# Pôle d'équilibre territorial et rural Sélestat - Alsace centrale
Le Pôle d'équilibre territorial et rural Sélestat - Alsace centrale, anciennement Pays de l'Alsace centrale est un Pôle d'équilibre territorial et rural (PETR) français qui a succédé à un Pays (aménagement du territoire) (loi LOADDT), située dans les départements du Bas-Rhin et du Haut-Rhin, et la région Alsace.
Il a été créé en février 1998, et son siège est à Sélestat, sa ville principale. Le pays est l'un des dix que compte l'Alsace. Comme son nom l'indique, il occupe le centre de la région et s'étend des Vosges au Rhin. Il est bordé au sud par le Grand Pays de Colmar, et au nord par le pays Bruche-Mossig-Piémont et par la Communauté urbaine de Strasbourg.
Le pays rassemble deux instances, l'Association pour le développement de l’Alsace centrale (ADAC), créée en 1985, et le Conseil de développement, qui date de 1999.

## Composition
Ce PETR regroupe quatre communautés de communes :
- Dans le Bas-Rhin :
- Communauté de communes de Sélestat
- Communauté de communes du Ried de Marckolsheim
- Communauté de communes de la Vallée de Villé

- Dans le Haut-Rhin :
  - Communauté de communes du Val d'Argent